# Alto papavero

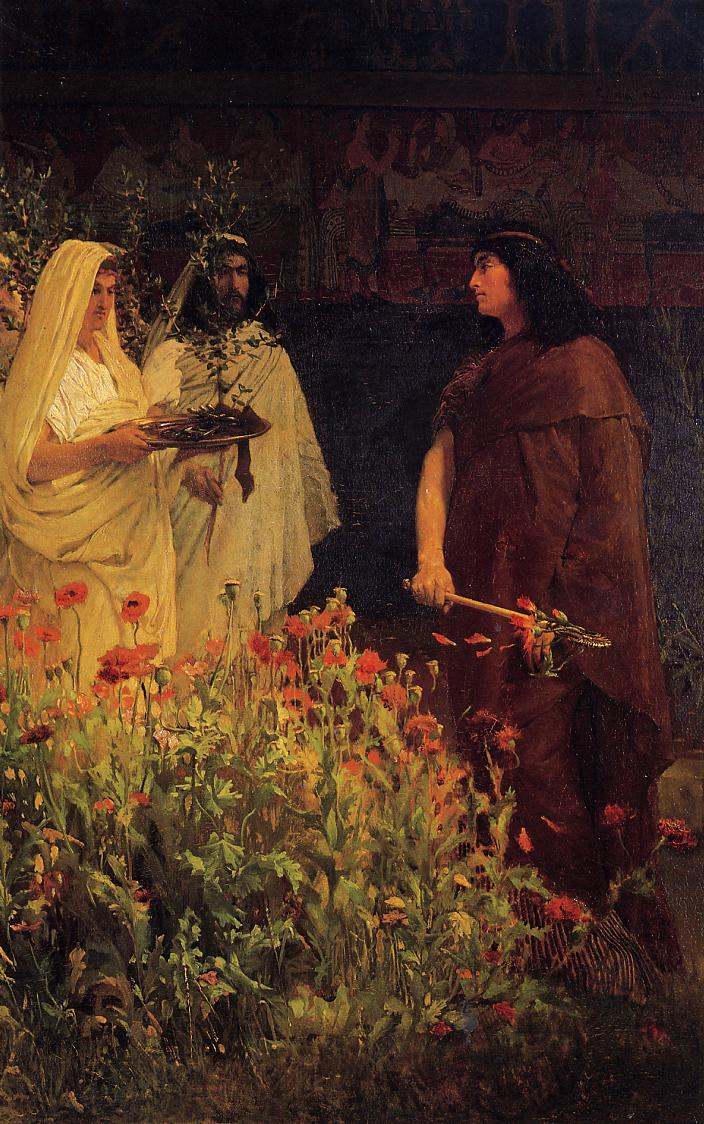
Tarquinius Superbus di Lawrence Alma-Tadema. Il re riceve una corona d'alloro mentre recide gli "alti papaveri"

Alto papavero, più comunemente citato al plurale (alti papaveri), è una locuzione che sta a indicare coloro i quali occupano posti di potere in particolar modo nella politica, nella finanza o nell'amministrazione pubblica.
II modo di dire deriva dalla trasposizione di un antico topos letterario in una metafora, citata da Tito Livio nell'opera Ab Urbe condita libri: si tratta della leggenda che vuole Tarquinio il Superbo aver suggerito al figlio, Sesto Tarquinio, di impossessarsi di Gabii uccidendo i notabili del luogo. Il consiglio fu comunicato per mezzo di un'allegoria; Tarquinio il Superbo iniziò a recidere i papaveri più alti del giardino nel quale aveva accolto il messaggero inviato dal figlio.

## Aneddoto
(Tito Livio, Ab Urbe condita libri)

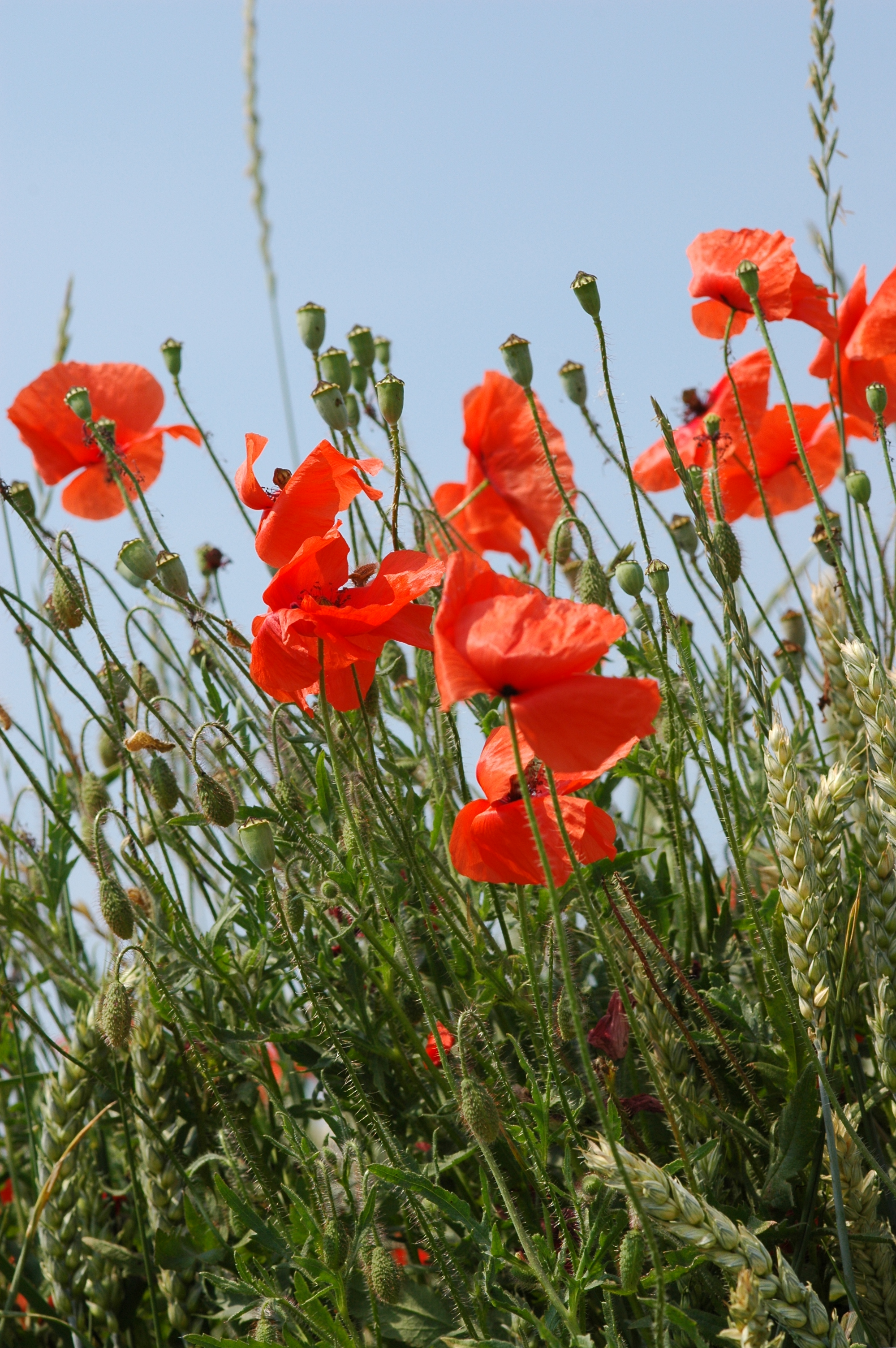
Cespuglio di papaveri

Lo scrittore Tito Livio, nell'opera Ab Urbe condita libri, narra di come Tarquinio il Superbo, ultimo re di Roma, avendo tentato invano di invadere la vicina città di Gabii, decise di espugnarla con l'inganno. Mentre si dichiarava non più interessato alla guerra con la città nemica, convinse il figlio, Sesto Tarquinio, a fingersi esiliato da Roma e a cercare asilo a Gabii. Lamentandosi della crudeltà del padre, il giovane si finse traditore, partecipando personalmente a sortite e saccheggi contro i Romani.
Eletto comandante dell'esercito, si fece benvolere dai soldati, non perdendo occasione per sfoggiare il proprio coraggio e spartendo con loro con magnanimità il bottino di guerra. Dopo aver conquistato in tal modo la fiducia dei Gabini, chiese consiglio al padre sul modo migliore per prendere il potere. Il messaggero inviato da Sesto Tarquinio fu ricevuto da Tarquinio il Superbo nel giardino della reggia ma qui il Re non profferì parola; tale comportamento fu giudicato strano dal messaggero che, tornato a Gabii, comunicò a Sesto Tarquinio di come il padre non avesse risposto alla richiesta di consiglio ma si fosse limitato a passeggiare nel giardino e a decapitare con il bastone le cime dei papaveri più alti che crescevano tra i cespugli.
Sesto capì immediatamente il messaggio del padre e iniziò a liberarsi delle personalità più in vista della città uccidendo o esiliando coloro i quali rappresentavano i "più alti papaveri" di Gabii. Priva del consiglio dei suoi migliori abitanti, la città cadde in mano ai Romani senza combattere.

## Nella cultura di massa
Già in antico il topos del fiore reciso fu ripreso dai contemporanei di Tito Livio, Catullo e Virgilio. Nella letteratura successiva esso riemerse periodicamente.
Nel 1952, poi, ebbe successo in Italia la canzone Papaveri e papere, composta da Mario Panzeri, Nino Rastelli e Vittorio Mascheroni, cantata da Nilla Pizzi e classificatasi al secondo posto del Festival di Sanremo di quell'anno. Dietro al testo scanzonato e apparentemente demenziale, fu letta una forte satira politica contro la Democrazia Cristiana e Amintore Fanfani, suo esponente di spicco in quel periodo, caratterizzato da una bassa statura. Il successo della canzone contribuì a diffondere il modo di dire "alti papaveri" entrato oggi nel comune parlato.